# Dreamcatcher (hudební skupina)
Dreamcatcher (korejsky 드림캐쳐, deulim-kaečjeo, dříve známá jako MINX; také psáno jako Dream Catcher) je jihokorejská dívčí skupina zformovaná pod společností Happyface Entertainment (nyní pod názvem Dreamcatcher Company). Skupina se skládá ze sedmi členek: JiU, SuA, Siyeon, Handong, Yoohyeon, Dami a Gahyeon. Oficiálně debutovaly 13. ledna 2017, s jejich single albem Nightmare.
Dreamcatcher byla prvně zformována pod jménem MINX, skládající se z pěti členek: JiU, SuA, Siyeon, Yoohyeon a Dami. 18. září 2014 vydaly svůj debutový single „Why Did You Come To My Home?“. Prosince téhož roku vydaly vánoční singl, „Rockin' Around the Christmas Tree“ s dívčí skupinou Dal Shabet. Udělaly comeback v červenci 2017 s jejich EP Love Shake, což byla i jejich poslední píseň jako MINX. V listopadu 2016 bylo oznámeno, že budou znovu debutovat pod novým jménem Dreamcatcher a s dvěma novými členkami, Handong a Gahyeon.

## Kariéra

### 2014–2016: MINX

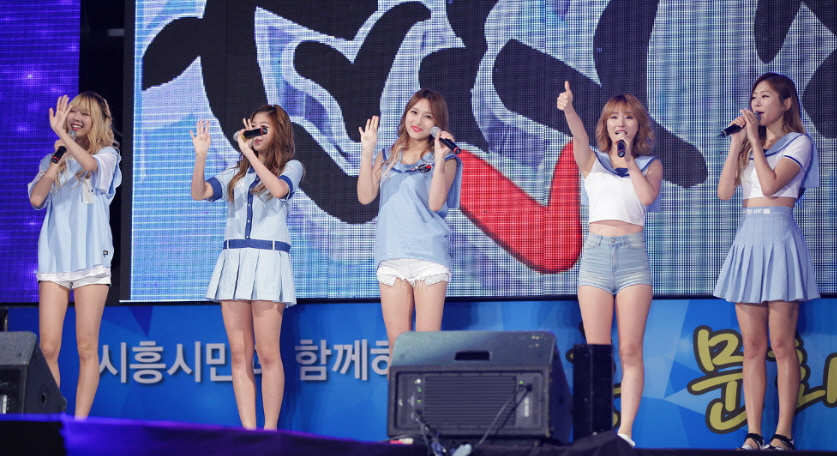
Skupina MINX na pódiu v roce 2015

Pod jménem MINX měla skupina své první živé vystoupení 9. srpna 2015, na Oak Valley Summertime festivalu, kde vystoupila se svými písněmi; „Action“ a „Why Did You Come To My Home.“ 15. září oznámila společnost Happyface Entertainment svou novou dívčí skupinu. MINX vydaly svůj debutový digitální singl „Why Did You Come To My Home“ dne 18. září. Píseň byla popsána jako „nový pohled na dětské rýmy“. MINX oficiálně debutovaly na M Countdown 18. září a jejich promoce skončily 26. října s konečným vystoupením na Inkigayo.
V červenci 2015 MINX vydaly své první EP, nazvané Love Shake se stejnojmennou hlavní písní. Singl byl propagován jako „veselá píseň“, která se „hodí na léto“ a je to také remake na píseň „Love Shake“ od skupiny Dal Shabet na Bang Bang albu. V ten stejný den MINX měly tzv. press showcase v Ellui, jednom z barů v Soulu. Vystoupení s jejich prvním comebackem se odehrálo 30. června na programu The Show a 1. července na programu Show Champion.

### 2017: Re-debut jako Dreamcatcher aPrequel
Listopadu 2016 Happyface Entertainment oznámilo, že MINX budou znovu debutovat pod jménem „Dreamcatcher“ s dvěma novými členkami, Handong a Gahyeon. Skupina znovu debutovala 13. ledna 2017 se svým single albem „Nightmare“ a titulní skladbou „Chase Me“. 19. ledna skupina vystoupila na debutovém představení na M Countdown s „Chase Me“.
5. dubna Dreamcatcher vydaly své druhé single album Fall Asleep in the Mirror s titulní skladbou „Good Night“.

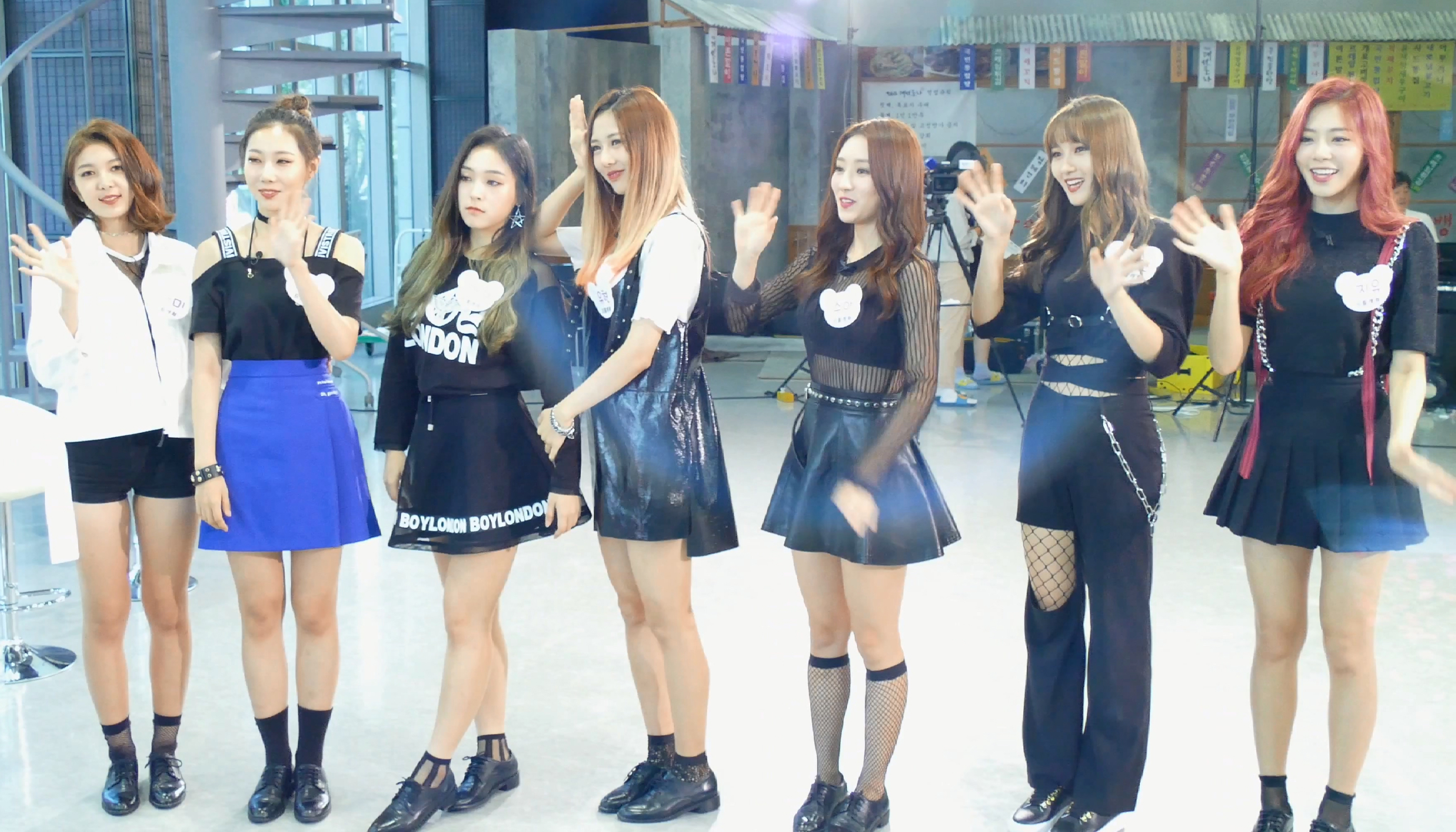
Dreamcatcher 22. srpna 2017
Zleva doprava: Dami, Handong, Gahyeon, Yoohyeon, SuA, Siyeon, JiU

Dreamcatcher vydaly 27. července pod novým jménem své první EP s názvem Prequel. Album obsahuje šest skladeb, společně s titulní skladbou „Fly High“. Album debutovalo na 5. místě v žebříčku Billboard World Albums Chart a vystoupalo až na číslo jedna na US iTunes K-Pop Top 100 Chart. 1. srpna Happyface Entertainment oznámilo, že Dreamcatcher zahájí svoje první turné až skončí s propagacemi pro 'Prequel'.
3. října Happyface Entertainment oznámili, že se Dreamcatcher zúčastní MixNine. Nicméně poté, 10. prosince 2017, Happyface Entertainment oznámilo, že JiU, Siyeon, Yoohyeon a Dami z pořadu odejdou kvůli konfliktnímu rozvrhu s jejich turné v Brazílii. 8. prosince Happyface Entertainment zveřejnilo, že společně s MyMusicTaste se Dreamcatcher vydá na turné po sedmi zemích Evropy, jakožto část jejich „Fly High“ světového turné. Happyface také 28. prosince zveřejnilo, že Dreamcatcher 13. ledna 2018 uspořádá setkání se svými fanoušky, tzv. fan meeting, jako oslavu jejich ročního výročí od jejich debutu. Všechny lístky na tento fan meeting byly do minuty od jejich zveřejnení vyprodány.
Ke konci roku se Dreamcatcher dostalo zlomovému uznání ze strany hudebních kritiků po celém světě, pro jejich unikátní hudební projev a zřetelný vliv rockové a metalové muziky. „Chase Me“ se umístilo na 17. místě na žebříčku Billboard Best K-Pop Songs of 2017: Critics' Picks (Nejlepší K-Pop písně roku 2017: výběr hudebních kritiků). Následně byly Dreamcatcher uvedeny v žebříčku Billboard Best New K-Pop Acts in 2017 na 3. místě.

### 2018: Stoupající sláva a první světové turné
4. ledna 2018 Happyface Entertainment odhalilo, že Dreamcatcher 12. ledna vydají nový digitální singl věnovaný fanouškům na oslavu jejich prvního výročí, který složili Ollounder (오종훈) a Leez (이수민). Ti také složili předcházející písně od Dreamcatcher, „Chase Me“ a „Good Night“. Toto oznámení následovaly individuální upoutávkové fotky nahrávané každý den v 13:13 korejského času až do 12. ledna. 12. ledna byl vydán jejich první digitální singl k jejich výročí, s názvem „Full Moon“, společně i s propagačním videem. Singl se ihned umístil vysoko na žebříčcích iTunes Top 100 K-pop v mnoha zemích po celém světě a také se umístil na 16. místě na žebříčku Billboard World Digital Song Sales. 13. ledna Dreamcatcher uspořádaly svůj první výroční fan meeting v Mary Hall Grand Theatre na Univerzite Sogang, kde i poprvé vystoupily s „Full Moon“. V únoru roku 2018 se Dreamcatcher staly první K-Pop dívčí skupinou, která dokončila turné ve velkých městech Evropy, aby vystoupila se svými písněmi a poznala se se svými mezinárodními fanoušky. Města, která byla na 'Fly High' Světovém Turné navštívena, byla Londýn (14. února), Lisabon (16. února), Madrid (18. ledna), Amsterdam (21. února), Berlín (22. února), Varšava (23. února) a Paříž (25. února). V březnu 2018 skupina oznámila, že oficiální název jejich fanklubu je „InSomnia“.
28. dubna byly Dreamcatcher určeny jako ambasadorky ochrany copyrightu pro tehdy nejnovější reklamní kampaň Blockchain technologie Microsoftu. 10. května Dreamcatcher vydaly své druhé EP, Escape the Era. Jejich druhé EP se skládá z šesti písní, včetně titulní skladby „You and I“ a její instrumentální podoby. Outside and Inside verze jejich druhého EP Escape the Era se objevily na žebříčku alb Hanteo, přesněji na 1. a 3. místě, vystoupaly na 3. místo žebříčku Gaon a na 1. místo čínského žebříčku Yinyuetai. Také album debutovalo na Billboard World Albums na sedmém žebříčku. Skupina 17. května 2018 oznámila turné po Latinské Americe. Turné 'Welcome to the Dream World in Latin America' započalo 27. července 2018 v Buenos Aires, v Argentině a zakončilo 5. srpna v Panama City, v Panamě. 15. července Dreamcatcher podepsaly smlouvu s Pony Canyon pro jejich první japonský debut v listopadu.
Jejich třetí EP Alone in the City bylo vydáno 20. září 2018. Dne 5. září bylo oznámeno, že Dreamcatcher debutovaly v Japonsku v listopadu téhož roku, s japonskou verzí jejich singlu „What“.

### 2019: Turné, první japonské album a průlom
13. února Dreamcatcher vydaly své čtvrté EP, The End of Nightmare. Album bylo završeno jejich novým singlem - 'PIRI', píseň, která zobrazovala jejich charakteristickou rockovou akustiku a začlenění hudby z hudebního nástroje, zvaný piri. Ve stejný den společnost Dreamcatcher, Happyface Entertainment, oznámila, že změnila svůj název na DreamCatcher Company. Po propagacích 'PIRI' se Dreamcatcher vydaly na turné po Asii s názvem 'Invitation from Nightmare City', které se konalo v mnoha městech - Jakarta, Manila, Singapur, samotný Soul, stějně tak i japonská města jako Tokio a Kóbe - od března až do května 2019. Nicméně z neznámých důvodů byl koncert na zastávce v Jakartě zrušen a místo něj bylo uspořádano krátké setkání s fanoušky.
Chvíli poté, v červenci, byly oznámeny další tři zastávky, které byly součástí 'Invitation From Nightmare City' turné - australská města Melbourne a Sydney, společně s městem Kuala Lumpur v Malajsii. Koncerty měly trvat od konce srpna až do začátku září. Bohužel, kvůli požáru na 170 Russell theatre dne 31. srpna, Dreamcatcher musely koncert v Melbourne zrušit. 31. srpna Dreamcatcher oznámily první oficiální prvogenerační členství pro svůj „InSomnia“ fanklub. Korejské i japonské přihlašování započalo 2. září a trvalo měsíc.
Na začátku září Dreamcatcher vydaly sérii fotek jako upoutávku k novému vydání písní. Následně byl zveřejněn rozvrh, který potvrdil vydání speciálního mini alba, Raid of Dream. 11. září skupina vydala své první japonské album s názvem The Beginning of The End, které zahrnovalo i japonské verze většiny jejich titulních písní a dva nové japonské singly. Hudební videoklip k 'Breaking Out' vyšel dva dny po vydání alba a Dreamcatcher uspořádaly propagační showcase a vystoupily se dvěma novými japonskými singly. Společně s vydáním korejského comeback alba Raid of Dream, vyšel i hudební videoklip pro jejich novou korejskou píseň 'Deja Vu'. Japonská verze této písně byla vydáná chvíli po té. Tato píseň je formální spoluprací s mobilní hrou 'King's Raid'.
Po propagačních aktivitách pro 'Deja Vu', se Dreamcatcher vydaly na své druhé turné po Evropě v těchto městech: Londýn (24. října), Miláno (27. října), Berlín (30. října), Varšava (1. listopadu), Paříž (3. listopadu), Amsterdam (5. listopadu) a nakonec Helsinki (7. listopadu). Poté skupina úspěšně dokončila své první turné v USA, kde vystoupily v Los Angeles (6. prosince), Chicagu (8. prosince), Dallasu (11. prosince), Orlandu (13. prosince) a v Jersey City (15. prosince). Handong nebyla přítomná jak na evropském, tak i na americkém turné v tu dobu z neznámých důvodů, později uvedeno z účasti na čínském programu Idol Producer.

### 2020: Handong a její dočasná absence, první korejské studiové album a mezinárodní uznání
3. února Dreamcatcher odhalily svůj rozvrh pro své první korejské studiové album. Toto první studiové album - Dystopia: The Tree of Language - vyšlo 18. února, společně s hudebním videoklipem ke „Scream“, EDM-rockové písni v rychlém tempu. Album se skládalo z osmi nových písní a dvou písní, které už dříve vyšly. Z písní věnované fanouškům, „Full Moon“ a „Over the Sky“, stejně i jako debutové solo členky Siyeon s názvem „Paradise“. Album je první částí ze série „Dystopia“ a také první studiové album skupiny od roku 2017. Jejich třetí japonský singl s názvem „Endless Night“ vyšel 11. března, poté co oficiální videoklip vyšel na YouTube kanále ponycanyon již týden předtím. 12. března Dreamcatcher oznámily podporu Handong a její účasti v čínském programu produkující idoly 'Youth With You'. 20. března Dreamcatcher pokračovaly s dvoutýdenní propagací „Black or White“, písně z jejich prvního studiového alba, pár dní poté, co skončily propagace 'Red Sun' a „Scream“.
1. května, Milenasia Project oznámili, že Dreamcatcher společně s korejskou chlapeckou skupinou IN2IT a sólistkou AleXa vydají píseň s názvem „Be The Future“. Tento projekt, podporovaný globální koalicí UNESCO s názvem Global Education Coaliton, prosazoval důležitost dodržování dobré hygieny a také prokazoval vděčnost všem učitelům po celém světě za jejich neustávající úsilí učit studenty v době pandemie covidu-19. Videoklip k písni byl vydán 6. května.
16. června Dreamcatcher vydaly teaser pro jejich novou píseň 'R.o.S.E BLUE', soundtrack ke hře Girl Cafe Gun.'Girl Cafe Gun'. Píseň vyšla 15. července v 18:00. Po Deja Vu toto byl druhý soundtrack ke hře, který Dreamcatcher vydaly.
Jako součástí s pokračující spoluprací s MyMusicTaste, Dreamcatcher 4. července v 23:59 v šesti členkách vystoupily na koncertě 'Global Streaming Into The Night & Dystopia'. Toto byl první online koncert skupiny určený pro celosvětové publikum.
8. července Siyeon vydala svůj druhý soundtrack/OST 'Good Sera' pro seriál Memorials, hned po její Love & Secret OST spolupráce Two of Us v roce 2014.
30. července skupina zveřejnila teaser rozvrh pro jejich páté EP, druhou část ze série „Dystopia“. Páté EP, Dystopia: Lose Myself, vyšlo 17. srpna a stalo se jejich tehdy nejvíce prodávaným albem vůbec. Hudební videoklip k titulní písni 'BOCA' z jejich pátého EP Dystopia: Lose Myself vyšlo 18. srpna. 16. října se Handong oficiálně vrátila ke skupině. Handong také 19. října vydala svůj sólo debutový song, First Light of Dawn. 9. listopadu se Dreamcatcher oficiálně připojily na sociální médium Weverse.
20. listopadu Dreamcatcher vydaly svůj čtvrtý japonský singl 'No More'. 21. listopadu Siyeon vydala své třetí OST 'No Mind' pro seriál Get Revenge.
27. listopadu Dreamcatcher oznámily, že budou zpívat úvodní píseň pro sérii japonského anime King's Raid: Successors of the Will, s názvem 'Eclipse'. Píseň vyšla 25. prosince a celá verze vyšla 24. března 2021.

### 2021-současnost: Dystopia: Road to Utopia
S třetí částí série „Dystopia“, skupina oznámila vydání šestého EP, Dystopia: Road to Utopia a jeho titulní skladbu „Odd Eye“, které vyšlo 26. ledna 2021.
Šesté mini album se skládá z „Odd Eye“ stějně tak i jeho instrumentální verze, „Intro“, „Wind Blows“, „Poison Love“, „4 Memory“ a „New Days“. Několik písní z tohoto mini alba byly složeny LEEZem a Ollounderem.

## Členky
Zdroj z korejského interview s Dreamcatcher.
- JiU (지유) – leader, vokály , lead tanečnice[68][69]
- SuA (수아) – hlavní tanečnice, vokály, rapperka[70]
- Siyeon (시연) – hlavní vokály[71][72]
- Handong (한동) – vokály[73]
- Yoohyeon (유현) – lead vokály[74][75]
- Dami (다미) – hlavní rapperka, lead tanečnice[76]
- Gahyeon (가현) – vokály, rapperka , makne[77]

## Diskografie
Korejská Diskografie
Studiová Alba
- Dystopia : The Tree of Language (2020)
- Apocalypse : Save Us (2022)
Mini Alba
- Prequel (2017)
- Escape the Era (2018)
- Alone in the City (2018) 
- The End of Nightmare (2019)
- Dystopia : Lose Myself (2020)
- Dystopia : Road to Utopia (2021)
- Apocalypse : Follow Us (2022)
- Apocalypse : From Us (2023)
- VillainS (2023)
- VirtuouS (2024)
Speciální Mini Alba
- Raid Of Dream (2019)
- Summer Holiday (2021)
Single Alba
- Nightmare (2017)
- Fall Asleep in the Mirror (2017)
- Luck Inside 7 Doors (2024)
Singly
- Full Moon (2018)
- Over The Sky (2019)
- Reason (2023)
Spolupráce
- Be The Future (2020)
Japonská Diskografie
Studiová Alba
- The Beginning of the End (2019)
Single Alba
- What -Japanese ver.- (2018)
- Piri ～笛を吹け～ -Japanese ver.- (2019)
- Endless Night (2020)
- Eclipse (2021)
Singly
- No More (2020)
- Eclipse (TV Size) (2020)
Anglická Diskografie
Singly
- Bonvoyage (Farewell Ver.) (2023)
Jako MINX
Mini Alba
- Love Shake (2015)
Single Alba
- Why Did You Come To My Home (2014)
Spolupráce
- Rockin' Around The Christmas Tree (2014)

## Koncerty

### Přehled
Turné
- Dreamcatcher 1st Tour Fly High (2017–2018)
- Dreamcatcher Welcome to the Dream World (2018)
- Dreamcatcher Concert: Invitation from Nightmare City (2019)

Speciální koncerty
- Dreamcatcher 1st Concert – Fly High v Japonsku (2017)
- Dreamcatcher 1st Concert v Soulu – Welcome to the Dream World (2018)

Online koncerty
- Dreamcatcher Concert Global Streaming Into the Night & Dystopia (2020)
- Dreamcatcher [Dystopia: Seven Spirits] (2020)
- Dreamcatcher Concert Crossroads: Part 1. Utopia & Part 2. Dystopia (2021)

## Videografie
| Rok          | Název                                            | Režie                                                                              | Ref.    |      |
| Minx         | Minx                                             | Minx                                                                               | Minx    | Minx |
| ------------ | ------------------------------------------------ | ---------------------------------------------------------------------------------- | ------- | ---- |
| 2014         | Why Did You Come to My Home (우리 집에 왜 왔니?) | Kim Se-hee (Korlio)                                                                | [ 89 ]  |      |
| 2014         | Rockin' Around the Christmas Tree                | neznámé                                                                            | [ 90 ]  |      |
| 2015         | Love Shake                                       | Choi                                                                               | [ 92 ]  |      |
| Dreamcatcher |                                                  |                                                                                    |         |      |
| 2017         | Chase Me                                         | Digipedi                                                                           | [ 94 ]  |      |
| 2017         | Good Night                                       | Digipedi                                                                           | [ 95 ]  |      |
| 2017         | Fly High                                         | Yoo Sung-kyun (Sunny Visual Production Archivováno 1. 9. 2020 na Wayback Machine.) | [ 97 ]  |      |
| 2018         | You and I                                        | Yoo Sung-kyun (Sunny Visual Production Archivováno 1. 9. 2020 na Wayback Machine.) | [ 98 ]  |      |
| 2018         | What                                             | Yoo Sung-kyun (Sunny Visual Production Archivováno 1. 9. 2020 na Wayback Machine.) | [ 99 ]  |      |
| 2018         | What (japonská ver.)                             | Yoo Sung-kyun (Sunny Visual Production Archivováno 1. 9. 2020 na Wayback Machine.) | [ 100 ] |      |
| 2019         | Piri                                             | Hong Won-ki (Zanybros)                                                             | [ 101 ] |      |
| 2019         | Piri (japonská ver.)                             | Hong Won-ki (Zanybros)                                                             | [ 102 ] |      |
| 2019         | Breaking Out                                     | Dari                                                                               | [ 103 ] |      |
| 2019         | Deja Vu                                          | Yoo Sung-kyun (Sunny Visual Production)                                            |         |      |
| 2019         | Deja Vu (hýbající se ilustrace)                  | neznámé                                                                            |         |      |
| 2019         | Deja Vu (japonská ver.) (hýbající se ilustrace)  |                                                                                    |         |      |
| 2020         | Scream                                           | Yoo Sung-Kyun (Sunny Visual Production)                                            |         |      |
| 2020         | Endless Night                                    | Wani                                                                               | [ 104 ] |      |
| 2020         | SAHARA                                           | Dreamcatcher                                                                       |         |      |
| 2020         | Be the Future                                    | Jhyung Shim (Zanybros)                                                             | [ 105 ] |      |
| 2020         | R.o.S.E BLUE                                     | neznámé                                                                            |         |      |
| 2020         | BOCA                                             | Yoo Sung-Kyun (Sunny Visual Production)                                            |         |      |
| 2020         | Break The Wall                                   | Dreamcatcher                                                                       |         |      |
| 2020         | NO MORE                                          | Pokag3                                                                             | [ 106 ] |      |
| 2021         | Odd Eye                                          | Yoo Sung-Kyun (Sunny Visual Production)                                            |         |      |
| 2021         | Poison Love                                      | Dreamcatcher                                                                       |         |      |
| 2021         | Eclipse                                          | neznámé                                                                            |         |      |

## Ocenění a nominace
| Rok  | Cena                         | Kategorie                   | Výsledek  | Ref.            |
| ---- | ---------------------------- | --------------------------- | --------- | --------------- |
| 2017 | Melon Music Awards           | Best New Artist             | nominace  | [ 107 ] [ 108 ] |
| 2017 | Mnet Asian Music Awards      | Best New Female Artist      | nominace  | [ 109 ] [ 110 ] |
| 2018 | Keum Yeong Star Awards       | Promising Idol              | vítězství | [ 111 ] [ 112 ] |
| 2018 | Korea Brand of the Year      | Female Idol of the Year     | nominace  | [ 113 ] [ 114 ] |
| 2020 | Soribada Best K-Music Awards | Popularity Award            | nominace  | [ 111 ] [ 112 ] |
| 2020 | Top Ten Asia Awards          | Best Global Artist (Taiwan) | vítězství | [ 115 ]         |
| 2021 | Seoul Music Awards           | Main Award (Bonsang)        | nominace  | [ 116 ]         |
| 2021 | Seoul Music Awards           | K-wave Popularity Award     | nominace  | [ 116 ]         |
| 2021 | Seoul Music Awards           | Popularity Award            | nominace  | [ 116 ]         |